# 유동화전문회사
유동화전문회사(流動化專門會社), 유동화회사는 대한민국 법률 〈자산유동화에 관한 법률〉를 근거로 하여 만들어진 회사이다. 이 회사는 금융기관이 가진 부실채권·토지와 같은 자산을 양도받아, 이를 바탕으로 증권을 발행하고 이를 판매하는 역할을 한다. 이 일시적인 특수목적회사 덕분에 금융기관의 재무구조는 더욱 굳건해 질 수 있다. 기획재정부는 2010년 2월 9일 사회간접자본 채권 발행 기관에 유동화전문회사를 포함하였다.

## 설립과 경영
유동화회사는 자산유동화 업무를 새롭게 시작하거나, 금융기관에서 자산을 양도 받을 경우 금융감독위원회에 이러한 사실을 전부 등록해야 한다. 이 회사는 주식회사 또는 유한회사로 설립해야 하며 본점 외의 영업소를 만들 수 없고, 직원을 고용할 수 없다. 따라서, 유동화자산의 관리·운용·처분은 자산 관리자, 이외의 일은 자산 보유자나 제3자에게 위탁하는 형태로 운영한다.
이 회사는 금융기관 부실채권 매각을 위해 자산담보부채권을 발행한다. 회사는 채권을 개인투자자 혹은 기관투자자에 판매한다. 투자자는 기간이 끝날 때까지 채권에 나와있는 금리만큼의 이자를 받는다. 또한 기간이 전부 끝나면 원금을 돌려받을 수 있다. 유동화전문회사는 이 모든 과정 가운데서 자산 관리·매각으로 투자 원리금 상환을 위한 자금을 마련한다. 이 작업이 끝나면 회사는 자동으로 해산한다.

## 대한민국의 유동화전문회사
우리금융은 우리이에이제삼차유동화전문유한회사라는 유동화회사를 두고 있으며, 동부건설은 동부익스프레스제이차유동화전문유한회사라는 유동화회사를 따로 두고 있다. 신한금융지주회사는 2010년 6월 4일 사업 목적을 달성한 씨에치비밸류미트이천일 년제일차자산유동화전문유한회사를 자사의 계열사에 제외하였다.